# کار کثیف (فیلم ۱۹۹۸)
کار کثیف (انگلیسی: Dirty Work) فیلمی در ژانر زوج هنری و کمدی به کارگردانی باب سجت است که در سال ۱۹۹۸ منتشر شد.

## بازیگران
- نرم مک‌دانلد
- آرتی لانگی
- جک واردن
- ترایلور هاوارد
- دان ریکلس
- کریستوفر مک‌دونالد
- چوی چیس
- آدام سندلر
- کریس فارلی
- دیوید کوچنر
- گری کلمن
- جان گودمن
- ربکا رومین
- کن نورتون
- پالی شنون
- بوید بنکس
- کی هوتری
- جرج چوالو
- کنراد گود